# Fan Bingbing

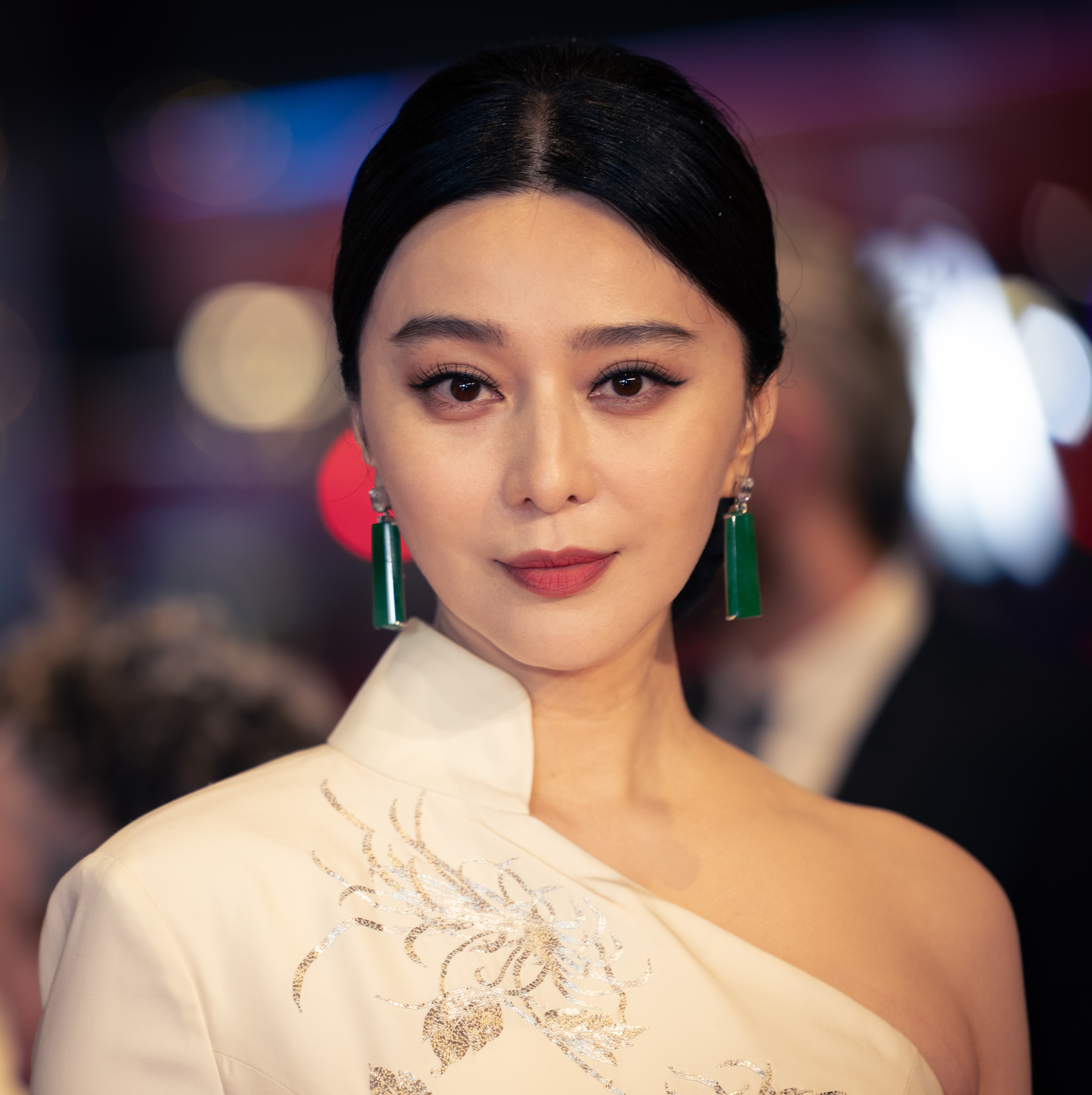
Fan Bingbing auf der Berlinale 2025

Fan Bingbing (chinesisch 范冰冰, Pinyin Fàn Bīngbīng, Jyutping Faan6 Bing1bing1, Ausspracheⓘ; * 16. September 1981 in Yantai, Volksrepublik China) ist eine chinesische Schauspielerin und Sängerin. Ebenso wie in den Vorjahren führte sie die Forbes-Liste der bestbezahlten Chinesen 2015 an.

## Karriere
Fan wurde in der ostchinesische Küstenstadt Yantai geboren. Sie wuchs in Yantai auf und besuchte das Shanghai Xie Jin Film and Television Art College (上海谢晋恒通明星学校) sowie die Shanghai Theatre Academy (上海戏剧学院 – „Shanghaier Hochschule für Dramaturgie“). Ihre ersten Erfahrungen vor der Kamera machte sie 1998 in der beliebten Fernsehserie My Fair Princess, in der Fan die Rolle der Jinsuo verkörperte. 2003 spielte sie die Hauptrolle in dem Drama Cell Phone, das zum meistverkauften Film des Jahres in China wurde. 2006 gewann Fan für ihre Rolle in A Battle of Wits den Golden Bauhinia Awards. Im darauffolgenden Jahr erhielt sie für ihre Rolle als Xu Manli in dem Horrorfilm The Matrimony den Golden Horse Award. 2009 trat sie in Bodyguards and Assassins auf, wofür sie von den Hong Kong Film Awards für die Kategorie Beste Nebendarstellerin nominiert wurde. 2014 spielte sie die Mutantin Blink (Clarice Ferguson) in X-Men: Zukunft ist Vergangenheit.
Seit Ende 2014 spielte sie die Hauptrolle der Wu Zetian in der Fernsehserie The Empress of China (武媚娘传奇 Wu Meiniang Chuanqi) auf Hunan TV. Die Serie gilt als bislang teuerste chinesische TV-Serie.
2016 gewann sie für die Hauptrolle in Wo Bu Shi Pan Jinlian (englischsprachiger Festivaltitel: I Am Not Madame Bovary) den Darstellerpreis des Festival Internacional de Cine de San Sebastián, während der Film mit dem Hauptpreis Goldene Muschel ausgezeichnet wurde. Die Verfilmung eines Romans von Liu Zhenyun stellt die junge Frau Li Xuelian in den Mittelpunkt, die sich mit ihrem Ehemann darauf einigt, eine Scheidung vorzutäuschen, um eine zweite Wohnung zu erhalten. Als ihr früherer Gatte dann sechs Monate später eine andere Frau heiratet, beginnt sie aus Wut gegen ihren Ehemann zu klagen und zehn Jahre lang gegen das chinesische Rechtssystem vorzugehen.
2017 wurde sie in die Wettbewerbsjury der 70. Filmfestspiele von Cannes berufen. Im selben Jahr wurde sie in die Academy of Motion Picture Arts and Sciences aufgenommen, die jährlich die Oscars vergibt.
Im Sommer 2018 berichteten Medien, dass Fan seit dem 1. Juli 2018 nicht mehr in der Öffentlichkeit zu sehen war. Nachdem am 22. September 2018 in China ein CNN-TV-Bericht über ihr Verschwinden ausgeblendet wurde, berichtete Chinas Börsenzeitung, dass Untersuchungen gegen sie wegen des Verdachtes auf Steuerhinterziehung im Gange seien. Fan Bingbing wurde vorgeworfen, ihr wahres Einkommen verheimlicht zu haben, indem sie bei ihren Engagements jeweils zwei Verträge ausfertigen ließ, einen richtigen und einen „angepassten“ zur Vorlage bei der Steuerbehörde. Am 3. Oktober 2018 bat Fan Bingbing über den chinesischen Kurznachrichtendienst Sina Weibo, wo ihr 62 Millionen Fans folgen, um Vergebung für ihren Steuerbetrug. Die amtliche Nachrichtenagentur Xinhua gab bekannt, dass Fan Bingbing gegen rund 883 Millionen Yuan (umgerechnet 111 Millionen Euro) Steuernachzahlungen und Strafen einer Anklage entgehen könne.
Im Februar 2025 wurde Fan Jurymitglied bei der 75th Berlinale.

## Privatleben
Ab dem 16. September 2017 war Fan mit dem Schauspielkollegen Li Chen verlobt; am 27. Juni 2019 gab sie ihre Trennung auf Sina Weibo bekannt.

## Filmografie (Auswahl)
- 2001: Reunion (手足情深)
- 2002: The Lion Roars (河东狮吼)
- 2002: Fall in Love at First Sight (一见钟情)
- 2003: Dragon Laws I: The Undercover (卧底威龙)
- 2003: Cell Phone (手机)
- 2004: Die Chroniken von Huadu: Blade of the Rose (千机变II花都大战)
- 2005: A Chinese Tall Story (情癫大圣)
- 2006: Battle of Kingdoms – Festung der Helden (墨攻)
- 2007: Love To Be Found In Newhere (青苹果)
- 2007: The Matrimony (心中有鬼)
- 2007: Call for Love (爱情呼叫转移)
- 2007: Sweet Revenge (寄生人)
- 2007: Lost in Beijing – Alles ist möglich (苹果)
- 2007: Flash Point – Dou fo sin (导火线)
- 2007: Contract Lover (合约情人)
- 2007: Crossed Lines (命运呼叫转移之生之欢歌)
- 2008: Desires of the Heart (桃花运)
- 2008: Home Run (回家的路)
- 2008: Kung Fu Hip-Hop (精舞门)
- 2009: Stadt der Gewalt (新宿事件)
- 2009: Sophie’s Revenge (非常完美)
- 2009: Wheat (麦田)
- 2009: Bodyguards and Assassins (十月围城)
- 2010: East Wind Rain (东风雨)
- 2010: Chongqing Blues (日照重庆)
- 2010: Wu Ji – Die Meister des Schwertes, aka Sacrifice (赵氏孤儿)
- 2010: Future X-Cops (未来警察)
- 2010: Buddha Mountain (观音山)
- 2011: Stretch
- 2011: Shaolin (新少林寺)
- 2011: Beginning of the Great Revival (建党伟业)
- 2011: Prisoners of War (마이웨이)
- 2012: Double Xposure (二次曝光)
- 2012: Lost in Thailand (人再囧途之泰囧)
- 2013: Iron Man 3 (nur in der chinesischen Version)
- 2013: One Night Surprise (一夜惊喜)
- 2014: The White Haired Witch of Lunar Kingdom (白发魔女传之明月天国)
- 2014: X-Men: Zukunft ist Vergangenheit (X-Men: Days of Future Past)
- 2014: The Empress of China (武媚娘传奇)
- 2015: Lady of the Dynasty – Yang Guifei (王朝的女人·杨贵妃)
- 2016: I Am Not Madame Bovary (我不是潘金莲)
- 2016: Skiptrace (绝地逃亡)
- 2017: Sky Hunter (空天猎)
- 2017: The Lady in the Portrait (画框女人)
- 2018: The Faces of My Gene (祖宗十九代)
- 2018: Air Strike aka Unbreakable Spirit (大轰炸)
- 2020: L.O.R.D 2 (爵跡2)
- 2022: The 355
- 2022: The King’s Daughter
- 2023: Green Night (绿夜)

## Auszeichnungen
- 2004: Hundred Flowers Awards: Beste Schauspielerin für Cell Phone (Shŏujī)
- 2007: Golden Horse Film Festival: Beste Nebendarstellerin für The Matrimony (Xīn zhōng yoǔ guǐ)
- 2010: Tokyo International Film Festival: Beste Schauspielerin für Buddha Mountain (Guānyīn Shān)
- 2011: Beijing College Student Film Festival: Beste Schauspielerin für Buddha Mountain (Guānyīn Shān)
- 2016: San Sebastian Festival: Beste Darstellerin für I am not Madame Bovary (Wǒ bùshì Pān Jīnlián)
- 2017: Asian Film Award: Beste Darstellerin für I am not Madame Bovary (Wǒ bùshì Pān Jīnlián)
- 2023: Goldene Himbeere: Schlechteste Nebendarstellerin für The 355 und The King’s Daughter (Nominiert)[15]